# Антонија Сузан Бајат
Дама Антонија Сузан Дуфи (рођено име Drabble), (енгл. Dame Antonia Susan Duffy, Шефилд, 24. август 1936 – Лондон, 16. новембар 2023), професионално позната под својим ранијим удатим именом, А. С. Бајат (Антонија Сузан Бајат), била је енглески критичар, романописац, песник и писац кратких прича. Њене књиге су преведене на више од тридесет језика.

## Живот и рад
Антонија Сузан Драбле је рођена у Шефилду, у Енглеској, 24. августа 1936, као најстарије дете Џона Фредерика Драбла КЦ, касније судије Окружног суда, и Кетлин Блур, ученице Браунинга. Њене сестре су романописац Маргарет Драбл и историчарка уметности Хелен Лангдон. Њен брат Ричард Драбле КЦ је адвокат. Отац Драбл је учествовао у смештају јеврејских избеглица у Шефилд током 1930-их. Мајка је била Шавијанка, а отац квекер. Као резултат бомбардовања Шефилда током Другог светског рата породица се преселила у Јорк.
Бајат се школовала у два независна интерната, Sheffield High School и The Mount School, квекерском интернату у Јорку.
Као "дубоко несрећно" дете, Бајат није уживала у интернату, наводећи своју потребу да буде сама и потешкоће у склапању пријатеља. Тешка астма ју је често држала у кревету где је читање постало бекство од тешког домаћинства. Похађала је Newnham College у Кембриџу, Bryn Mawr College (у Сједињеним Државама) и Somerville College у Оксфорду. Пошто је учила француски, немачки, латински и енглески у школи, касније је учила италијански док је похађала Кембриџ да би могла да чита Дантеа.
Бајат је предавала на Одсеку за ванредне студије Универзитета у Лондону (1962–71), Централној школи за уметност и дизајн и од 1972. до 1983. на Универзитетском колеџу у Лондону. Почела је да пише са пуним радним временом 1983.
Бајатова је доста писала док је похађала интернат, али је већина тога изгорела пре него што је отишла.
Након што је похађала Универзитет у Кембриџу, удала се 1959 . и преселила у Дурам. Током Бајатовог студирања на универзитету почела је да ради на своја прва два романа, које су касније објавили Chatto & Windus као Shadow of a Sun (1964; поново штампан 1991. са првобитно намераваним насловом, The Shadow of the Sun) и The Game (1967). Бајатова је 1972. године преузела учитељски посао како би помогла у плаћању школовања свог сина. Исте недеље када је прихватила, пијани возач је убио њеног сина док је ишао кући из школе. Имао је 11 година. Бајат је провела симболичних 11 година предајући, а затим је почео да пише са пуним радним временом 1983. The Virgin in the Garden (Богородица у врту) (1978) је била прва књига која чини Квартет, тетралогије романа која се наставља књигама Still Life (Мртва природа) (1985), Babel Tower (Вавилонска кула) (1996) и A Whistling Woman (Жена која звижди) (2002).
Бајатов роман Possession: A Romance (Поседовање: Романса) добио је Букерову награду 1990. године, док је њена збирка кратких прича The Djinn in the Nightingale's Eye (Џин у оку славуја) (1994) добила награду Ага Кан за фикцију 1995. године. Њен роман The Children's Book (Дечја књига) ушао је у ужи избор за Букерову награду 2009. и освојио је Меморијалну награду Џејмс Тејт Блек 2010. године. Њен критички рад обухвата две студије Даме Ајрис Мердок (која је била пријатељ и ментор), Degrees of Freedom: The Early Novels of Iris Murdoch (Степени слободе: Рани романи Ајрис Мердок) (1965) и Iris Murdoch: A Critical Study (Ајрис Мердок: Критичка студија) (1976). Њене друге критичке студије укључују Wordsworth  (Вордсворт) и Coleridge in Their Time (Колриџ у свом времену) (1970) и Portraits in Fiction  (Портрети у фикцији) (2001).
Бајат је добила Шекспирову награду 2002. године, награду Еразмус 2016. године, Park Kyong-ni Prize 2017. и књижевну награду Ханс Кристијан Андерсен 2018. године. Помињала се као кандидат за Нобелову награду за књижевност.

## Награде и почасти
Бајат је именована за команданта Ордена Британске империје (ЦБЕ) на новогодишњим почастима 1990. и унапређен је у Даме команданта Ордена Британске империје (ДБЕ), „за заслуге за књижевност“, у част рођендана Елизабете II 1999.
Бајат је помињана као кандидат за Нобелову награду за књижевност.
The Times ју је 2008. уврстио на своју листу 50 највећих британских писаца од 1945.
Награђена је и:
- 1986: PEN/Macmillan Silver Pen Award, за Still Life (Мртва природа) [15]
- 1990: Букерова награда за фикцију, за Possession: A Romance (Поседовање: романса) [16]
- 1990: Међународна награда за белетристику Irish Times-а, за Possession: A Romance (Поседовање: романса) [17]
- 1991: Награда за писце Комонвелта (регион Евроазије, најбоља књига), за Possession: A Romance (Поседовање: романса) [18]
- 1991: Почасни DLitt са Универзитета у Дараму [19]
- 1993: Почасни  LittD са Универзитета у Ливерпулу [20]
- 1994: Почасни докторат Универзитета у Портсмуту [21]
- 1995: Почасни докторат Универзитета у Лондону [22]
- 1995: Премио Малапарте (Италија) [23]
- 1995: Награда Ага Кан за фикцију, за The Djinn in the Nightingale's Eye (Џин у славујевом оку) [24]
- 1998: Награда за митопоеску фантазију за књижевност за одрасле, за The Djinn in the Nightingale's Eye (Џин у славујевом оку) [25]
- 1999: Почасни DLittса Универзитета у Кембриџу [26]
- 1999: почасни сарадник, Newnham College, Кембриџ [3][27]
- 2002: Шекспирова награда (Немачка) [4]
- 2004: почасни доктор књижевности са Универзитета у Кенту [28]
- 2004: почасни сарадник, Универзитетски колеџ у Лондону [29]
- 2009: Међународна књижевна награда Blue Metropolis [30] (Канада)
- 2009: Ужи избор за Букерову награду, за The Children's Book ('Ќњига за децу) [9]
- 2010: Почасни докторат Универзитета у Лајдену (Холандија) [31]
- 2010: Меморијална награда Џејмса Тејта Блека, за The Children's Book ('Ќњига за децу) [32]
- 2016: Еразмус награда (Холандија), за „изузетан допринос књижевности“ [33][34][35]
- 2017: Члан Британске академије Британске академије [36]
- 2017: Park Kyong-ni Prize (Јужна Кореја) [37]
- 2017: Златна плоча Америчке академије за достигнућа [38][39]
- 2018: Награда за књижевност Ханс Кристијан Андерсен (Данска) [40]

## Чланства
- 1987–1988: Кингманов комитет за истраживање наставе енглеског језика, (Одељење за образовање и науку) [4]
- 1984–1988: Управни одбор, Друштво аутора (заменик председника, 1986, председник, 1986–1988) [4]
- 1993–1998: Одбор Британског савета (члан саветодавног одбора за књижевност, 1990–1998) [4]
- 2014: Америчка академија уметности и наука, страни почасни члан [41]

### Новеле
Следеће књиге чине тетралогију познату као Квартет:The Virgin in the Garden (Богородица у врту) (1978), Still Life (Мртва природа) (1985), Babel Tower (Вавилонска кула) (1996), и Whistling Woman (Жена која звижди) (2002).
- 1964:  Shadow of a Sun, Chatto & Windus [4] поново штампано 1991. са првобитно предвиђеним насловом The Shadow of the Sun[2]
- 1967: The Game, Chatto & Windus [4]
- 1978: The Virgin in the Garden (Богородица у врту), Chatto & Windus [4]
- 1985: Still Life (Мртва природа), Chatto & Windus [4]
- 1990: Possession: A Romance (Занесеност : витешка приповест у прози и стиху ), Chatto & Windus [4]
- 1996: Babel Tower (Вавилонска кула), Chatto & Windus [4]
- 2000: The Biographer's Tale (Прича биографа), Chatto & Windus [4]
- 2002: A Whistling Woman (Жена која звижди), Chatto & Windus [4]
- 2009: The Children's Book, Chatto & Windus
- 2011: Ragnarok: The End of the Gods (Рагнарок: Крај богова), Canongate [4]

### Збирке кратких прича
- 1987: Sugar and Other Stories (Шећер и друге приче), Chatto & Windus [4]
- 1993: The Matisse Stories (Приче о Матису), Chatto & Windus [4]
- 1994: The Djinn in the Nightingale's Eye (Џин у славујевом оку), Chatto & Windus [4]
- 1998: Elementals: Stories of Fire and Ice (Елементали: Приче о ватри и леду), Chatto & Windus [4]
- 2003: Little Black Book of Stories (Мала црна књига прича), Chatto & Windus [4]
- 2021: Medusa's Ankles: Selected Stories (Медузини глежњеви: Одабране приче), Chatto & Windus [4]

### Новеле
- 1992: Angels and Insects, Chatto &Windus; садржи пар новела:[4]
  - Morpho Eugenia[4]
  - The Conjugial Angel[4]

### Есеји и биографије
- 1965:  Degrees of Freedom: The Early Novels of Iris Murdoch (Степени слободе: рани романи Ајрис Мердок), Chatto & Windus [4]
- 1970: Wordsworth and Coleridge in their Time (Вордсворт и Колриџ у своје време), Nelson [4]
- 1976: Iris Murdoch: A Critical Study (Ајрис Мердок: Критичка студија), Longman [4]
- 1989: Unruly Times: Wordsworth and Coleridge, Poetry and Life. Hogarth Press..[4]
- 1991: Passions of the Mind: Selected Writings (Страсти ума: Изабрани списи), Chatto & Windus [4]
- 1995: Imagining Characters: Six Conversations about Women Writers (Замишљени ликови: Шест разговора о женама писцима) (са Игнес Содре), Chatto & Windus [4]
- 2000: On Histories and Stories: Selected Essays (О историјама и причама: одабрани есеји), Chatto & Windus [4]
- 2001: Portraits in Fiction  (Портрети у фикцији), Chatto & Windus [4]
- 2016: Peacock & Vine: On William Morris and Mariano Fortuny, Knopf [4]

### Едитовани текстови
- 1989: George Eliot: Selected Essays, Poems and Other Writings  (Џорџ Елиот: Изабрани есеји, песме и други списи) (уредник са Николасом Вореном), Penguin [4]
- 1995:  New Writing Volume 4 (уредник са Alan Hollinghurst), Vintage [4]
- 1997:  New Writing Volume 6 (уредник са Петером Портером ), Vintage [4]
- 1998: Oxford Book of English Short Stories (Оксфордска књига енглеских кратких прича) (уредник), Oxford University Press [4]
- 2001: The Bird Hand Book (са фотографијама Victor Schrager), Graphis Inc. (Њујорк) [4]